# Reprezentacja Węgier w koszykówce kobiet
Reprezentacja Węgier w koszykówce kobiet - drużyna, która reprezentuje Węgry w koszykówce kobiet. Za jej funkcjonowanie odpowiedzialny jest Węgierski Związek Koszykówki.